# Oodectes
Oodectes — вимерлий рід хижоподібних ссавців. Скам'янілості знайдено у США.